# Cercle Solf
Le cercle Solf (Solf-Kreis en allemand) est un groupe allemand de résistance au nazisme composé de membres de l'élite allemande d'inspiration libérale et conservatrice. Il est constitué de membres du club SeSiSo. Ils se réunissent au salon de Hanna Solf, la veuve de Wilhelm Solf, un ancien ministre des affaires étrangères allemand. Le cercle ne fait pas de résistance active, dans le sens où il ne complote pas pour planifier le renversement du régime. Il sert surtout aux opposants du régime à se rencontrer et à communiquer entre eux. Il est en contact étroit avec les groupes d'opposants de la Wehrmacht et du ministère des affaires étrangères. Il est relié au groupe communiste de Robert Uhrig et Josef Römer, ainsi qu'au cercle de Kreisau.

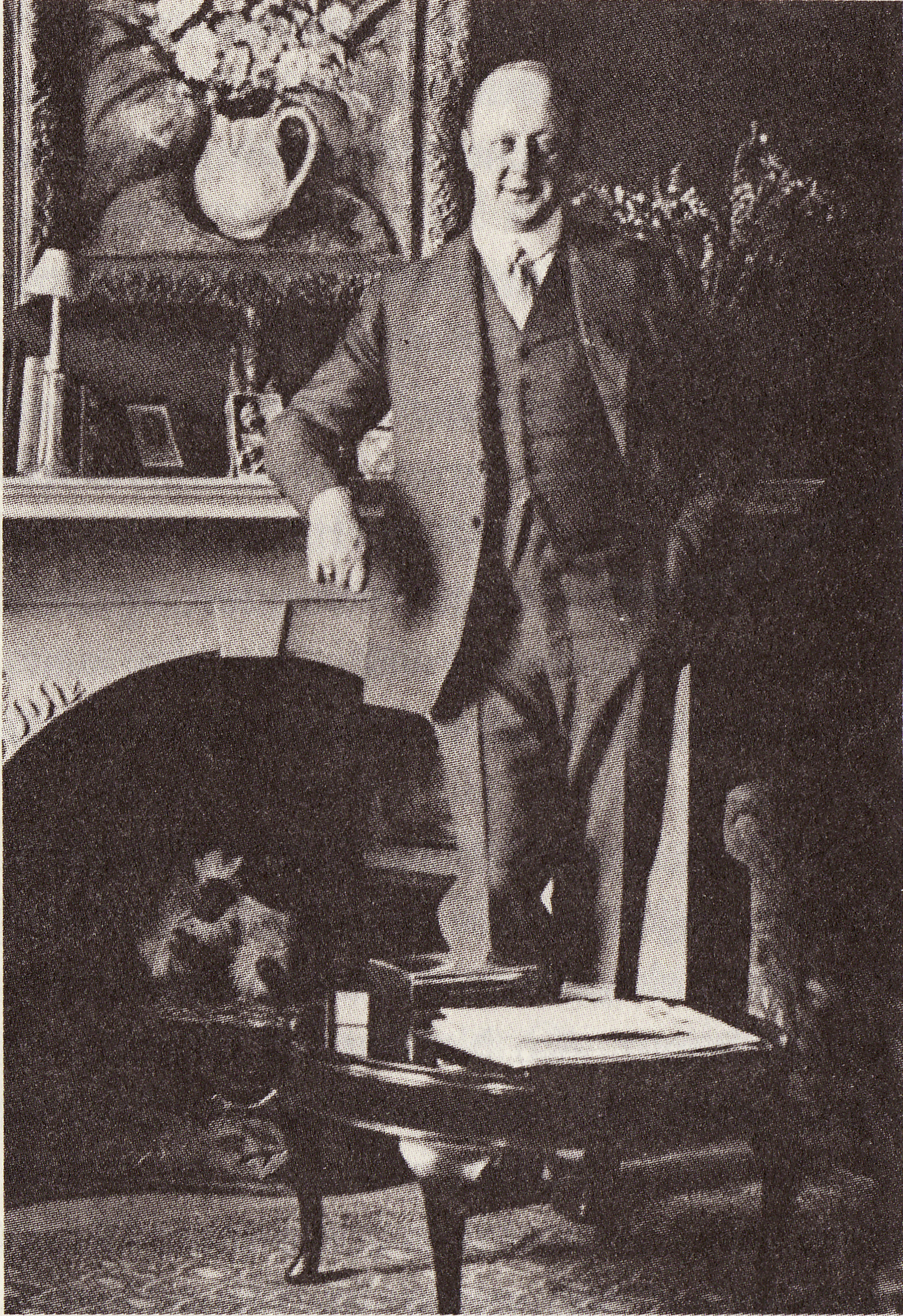
Albrecht Graf von Bernstorff est membre du cercle

Parmi ses membres on compte certains diplomates comme Albrecht Graf von Bernstorff, Otto Kiep et Herbert Mumm von Schwarzenstein.
Le 10 septembre 1943, la Gestapo fait s'infiltrer un indicateur, Paul Reckzeh, dans une rencontre du groupe chez Elisabeth von Thadden (pédagogue et assistante sociale). La plupart des membres du cercle sont alors arrêtés début 1944, notamment Hanna Solf et sa fille Lagi von Ballestrem. Elisabeth von Thadden est exécutée le 8 septembre 1944 à la prison de Plötzensee.
Quelques rares membres survivent à la guerre, notamment Marie-Louise Sarre, Hanna Solf et Friedrich Erxleben.

## Parmi les membres
- Lagi von Ballestrem (1909-1959), fille d'Hanna Solf
- Albrecht von Bernstorff (1890-1945), diplomate
- Friedrich Erxleben (1883-1955), prêtre catholique
- Otto Kiep (1886-1944), diplomate
- Hanna Kiep (1904-1979)
- Richard Kuenzer (1875-1945), juriste et Diplomate
- Maria von Maltzan (1909-1997), biologiste et vétérinaire
- Herbert Mumm von Schwarzenstein (1898-1945), diplomate
- Marie-Louise Sarre (1903-1999), sculptrice
- Hilger van Scherpenberg (1899-1969), diplomate et homme politique
- Hanna Solf (1887-1954),
- Elisabeth von Thadden (1890-1944), pédagogue et assistante sociale
- Isa Vermehren (1918-2009), actrice et religieuse
- Arthur Zarden (1885-1944), homme politique